# Виховання жорстокості у жінок і собак (фільм)
«Виховання жорстокості у жінок і собак» (рос. «Воспитание жестокости у женщин и собак») — російський художній фільм 1992 року режисера Інеси Селезньової.

## Сюжет
Самотня і вродлива жінка зустрічається з Віктором — вольовим, твердим чоловіком. Вона знаходить кинуту собаку-різеншнауцера, називає її Нюрою, але коханцеві не подобається присутність тварини. Вони розходяться. Жінка знайомиться з кінологом Борисом, добрим і приємним хлопцем, який пізніше допомагає їй шукати вкрадену улюбленицю. Коли вона знаходить Нюрку, новий господар погрожує насильством.

## У ролях
- Олена Яковлєва
- Андріс Ліелайс
- Олександр Сластін
- Андрій Толубєєв
- Андрій Жигалов
- Сергій Твердохлебов
- Олена Адрузова
- Ольга Конська
- Ірина Жалибіна
- Сергій Гармаш
- Павло Іванов
- Валерій Хромушкін
- Гена Захаров
- Людмила Новосьолова
- Тетяна Кузнєцова
- В'ячеслав Жариков
- Світлана Чачава
- Інна Ульянова

## Творча група
- Сценарій: Валентин Черних
- Режисер: Інеса Селезньова
- Оператор: Ігор Бек
- Композитор: Олексій Рибников